# Francesco Lumachi
Francesco Lumachi (Firenze, ... – ...; fl. XX secolo) è stato uno scrittore, editore e libraio italiano.

## Guida di Firenze e dintorni
Scrisse la guida Firenze, nuova guida illustrata storica-artistica-aneddotica della città e dintorni, edita a Firenze dalla Società Editrice Fiorentina nel 1929 e, nelle ultime pagine fa notare: «"Explicit liber", la mia fatica è terminata, la Guida è compiuta. Ho cercato di renderla esatta il più possibile; non ho risparmiato né tempo, né cure, né fatica per arricchirla di notizie storiche, artistiche, letterarie… ho scritto della mia diletta Firenze con amore infinito di figlio, con cuore e anima di Fiorentino, fiero della propria patria… Cominciata a scrivere il 2 marzo 1924. Terminata il 27 luglio 1927».

## Museo Archeologico

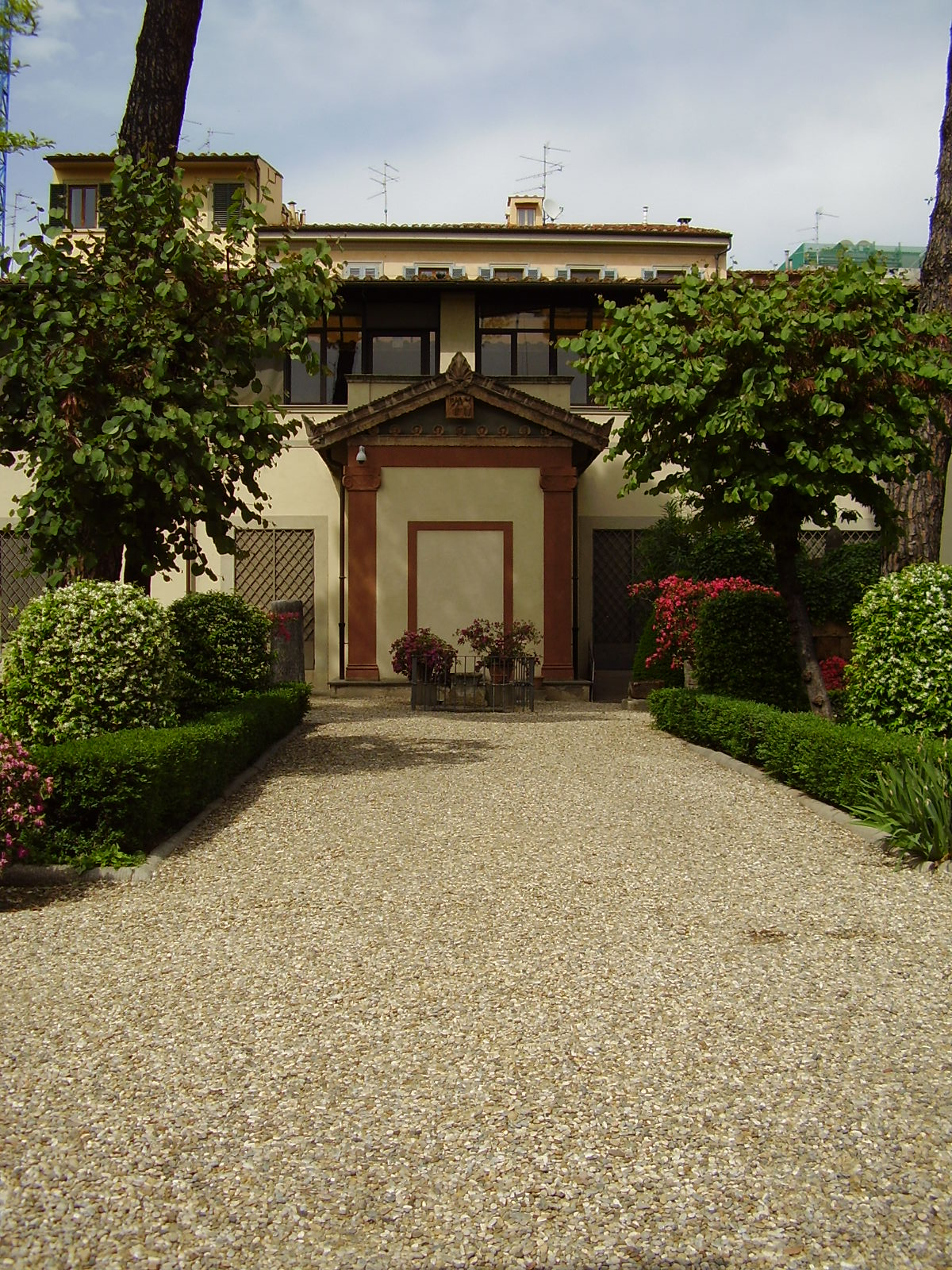
Il cortile del Museo Archeologico Nazionale di Firenze con le tombe etrusche ricostruite

A proposito del Museo Archeologico Nazionale di Firenze, scrive: «[…] Questo Museo […] è ora in completo riordinamento sotto l'autorevole, attiva direzione del Prof. Antonio Minto» e «In una seconda edizione della presente Guida, edizione che non tarderà molto a pubblicarsi, mi farò un dovere di descrivere esaurientemente i tesori contenuti nel Museo, descrizione che oggi sarebbe incompleta e che probabilmente a breve scadenza, ossia a riordinamento ultimato, diverrebbe inutile e non corrispondente alla realtà».
Nel 1938 fu stampata infatti, sempre dalla Società Editrice Fiorentina, la Guida artistica di Firenze e dei suoi dintorni. Corredata di notizie storico-artistiche dei principali monumenti, vedute, piante topografiche.

## Altre opere
- Storie per librai, dove si trovano leggende e aneddoti sui libri
- Bricciche fiorentine (storie, storielle, aneddoti) (Firenze, Tip. Stella, 1935)
- Historie per gli amici de' libri
- Nella repubblica del libro: Bibliomani celebri; Librai d'altri tempi.

| Controllo di autorità | VIAF (EN) 64371195 · ISNI (EN) 0000 0000 6125 470X · SBN CFIV073791 · BAV 495/205918 |